# 加爾松
加爾松是哥倫比亞的城鎮，位於該國中西部，由乌伊拉省負責管轄，距離首府內瓦114公里，始建於1783年1月17日，面積580平方公里，海拔高度828米，2005年人口70,144。
2°10′55″N 75°39′28″W / 2.18194°N 75.65778°W